# Sadie Benning

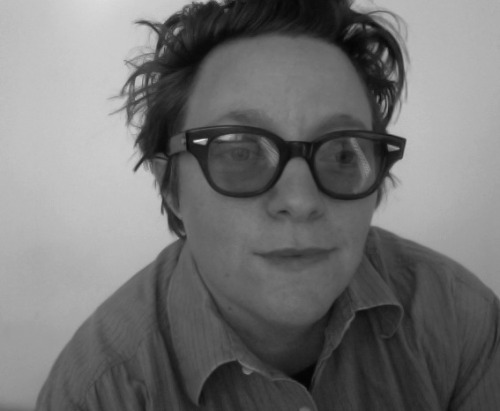
Sadie Benning (2011)

Sadie Benning (* 11. April 1973 in Milwaukee, Wisconsin) ist US-amerikanischer Nationalität und arbeitet in der bildenden Kunst mit Video, Malerei und Musik. Hauptsächlich beschäftigt sich Benning mit den Themen Überwachung, Gender-Überschreitungen, -Mehrdeutigkeiten und mit Identitäten.

## Leben und Werk
Sadie Benning wuchs in Milwaukee auf und erlangte bereits mit 15 Jahren große Bekanntheit durch dokumentarische Videoarbeiten, die mit verschiedenen Preisen im Bereich des experimentellen Films ausgezeichnet wurden und zur Strömung des New Queer Cinema gezählt werden. Als Videokamera diente damals eine Fisher-Price PixelVision-Kamera, ein Geschenk von Bennings Vater, dem Avantgarde-Filmemacher und Dokumentarfilmer James Benning. Die pixeligen Bilder in Schwarz-Weiß prägten Bennings Stil und die Videos gaben ungewohnt intime Einblicke in die Selbsterkundungen eines homosexuellen Teenagers in der amerikanischen Provinz. "I got started partly because I needed different images and I never wanted to wait for someone to do them for me." Benning stellte 1993 mit 19 Jahren, als jüngste je eingeladene Person, an der Whitney Biennale aus.
1998 bis 2001 spielte Benning in der feministischen Electropunk-Band Le Tigre mit Kathleen Hannah (Bikini Kill) und Johanna Fateman.
Benning schloss den Master of Fine Arts 1997 am Bard College ab und war im Ko-Vorsitz dessen M.F.A.-Programms im Bereich Film/Video.
Benning ist bekannt für experimental Video und Narrative, welche Aspekte von Identität, Erinnerung und Verlust erkunden. Seit 2007 entstehen in Bennings Arbeit vermehrt bunte, skulptural anmutende Malereien. Die aktuellen Kunstwerke sind schwer einem Medium zuzuordnen, da sie abstrakte Malerei, Skulptur, Zeichnung und Fotografie verbinden und gleichzeitig musikalische und filmische Eigenschaften wie Rhythmus und Schnitt vorweisen. Die Arbeiten weisen jeweils eine ausgeprägte handwerkliche Qualität auf.
Ständiger Begleiter der umfangreichen künstlerischen Produktion von Benning ist die gesellschaftskritische Beschäftigung mit Identitätskonzepten, vor allem mit Blick auf geschlechtertheoretische Ansätze.
 Persönliches
Im Januar 2017 erwähnt eine Besprechung, dass Benning sich selbst als weder männlich noch weiblich verstehe (vergleiche Nichtbinäre Geschlechtsidentität) und das geschlechtsneutrale Pronomen „they“ bevorzuge.

## Auszeichnungen
- 2005 Guggenheim Stipendium[8]
- 2003-4 Wexner Center for the Arts Visiting Artist Residency Award[9]
- 2000 National Alliance for Media Arts & Culture Merit Award
- 1999 Andrea Frank Foundation Fellowship
- 1994 Grande Videokunst Prize, Karlsruhe
- 1993 Film/Video Stipendium, Rockefeller Foundation for the Arts
- 1993 Midwest Regional Stipendium, National Endowment for the Arts
- 1992 Los Angeles Critics Award, Best Independent/Experimental

## Filmografie
- Aerobicide (1998) video clip für Julie Ruin, 4 min.
- Flat is Beautiful (1998) 50 min.
- German Song (1995) 5 min.
- The Judy Spots (1995) 11 min.
- Girlpower (1992) 15 min.
- It Wasn't Love (1992) 20 min.
- A Place Called Lovely (1991) 14 min.
- If Every Girl Had A Diary (1990) 6 min.
- Jollies (1990) 11 min.
- Me and Rubyfruit (1990) 6 min.
- Living Inside (1989) 6 min.
- A New Year (1989) 6 min.